# Sophia Aram
Pour les articles homonymes, voir Aram.
Sophia Aram, née le 29 juin 1973 à Ris-Orangis (Essonne), est une humoriste, comédienne, chroniqueuse à la radio et animatrice de télévision française. Autrice et interprète de plusieurs spectacles humoristiques, elle reçoit le Molière de l'humour en 2024 pour Le Monde d’après. Elle anime également des chroniques à la radio, sur NRJ, Europe 2 et, depuis 2008, sur France Inter.

## Biographie

### Famille
Issue d'une fratrie de quatre filles et deux garçons, Sophia Aram grandit à Trappes dans les Yvelines. La famille de Sophia Aram est d'origine marocaine. Son père est cuisinier à Radio France tandis que sa mère, Khadija Aram, née en 1949 à Casablanca au Maroc, a été adjointe au maire de Trappes Guy Malandain (PS), dans les années 2000.

### Jeunesse et formation
Sophia Aram est scolarisée au lycée de la Plaine de Neauphle de Trappes, où elle s'initie à l'improvisation, qu'elle pratiquera ensuite avec la compagnie Déclic Théâtre d'Alain Degois, où elle côtoie notamment Jamel Debbouze. Elle prend part à des matches et participe à la coupe du monde d'improvisation organisée au Québec. Elle débute au théâtre avec la compagnie du théâtre du Sable. Bonne élève, elle envisage de se consacrer à l'éducation ou au journalisme et étudie à l'Institut national des langues et civilisations orientales où elle obtient une maîtrise d'arabe,.
De sa jeunesse, elle évoque ses professeurs « des communistes hyper engagés, qui nous considéraient comme des citoyens en construction » » ou son père « très croyant, très pratiquant, mais qui ne nous a jamais fait chier avec la religion ». Par ailleurs, avec son oncle, elle participe aux manifestations initiées par l'association SOS Racisme.

### Scène
En 2007, elle réalise son premier « seule en scène » avec Du plomb dans la tête, qui met en scène une cellule de soutien psychologique à la suite du suicide d’une enseignante dans sa classe de maternelle. Ce spectacle est joué quatre cents fois. Il est édité en DVD par Studio Canal.
En juillet 2010, elle présente son second spectacle, Crise de foi, un « seule en scène » mettant dos à dos les trois religions abrahamiques.
En 2015, elle joue son troisième spectacle, Le fond de l'air effraie, où elle se livre à une critique de certaines personnalités telles qu'Éric Zemmour, Valérie Trierweiler ou Emmanuel Todd. Elle y critique également l'islam radical et affirme le droit au blasphème, tout en dénonçant la récupération politique des attentats de janvier 2015 en France.

### Audiovisuel et presse
Sophia Aram fait ses débuts à la télévision dans CIA, le club de l'info amateur et Les Enfants de la Télé, des émissions présentées par Arthur. Elle participe à l'écriture de programme pour le groupe Endemol.
L'humoriste intervient sur NRJ et sur Europe 2. En 2008, elle tient une chronique hebdomadaire sur France Inter dans l'émission Le Fou du Roi de Stéphane Bern. En septembre 2010, la station lui confie une chronique hebdomadaire les lundis matin dans la matinale. Après l'éviction de Gérald Dahan, elle passe d'une à deux chroniques hebdomadaires (lundi et mercredi). Le 23 mars 2011, elle se livre à une critique acerbe du Front national, en comparant ses électeurs à des « gros cons ». Cette chronique vaut à France Inter un rappel à l'ordre de la part du CSA. Le 31 août 2011, elle épingle la station Sud Radio, en indiquant que les électeurs du Front national avaient désormais une station bien à eux pour exprimer leurs idées.
Depuis septembre 2012, ses chroniques matinales sur France Inter sont diffusées les mardis et mercredis. Dès sa chronique du 11 septembre, elle fait réagir Audrey Pulvar après avoir dénoncé un conflit d'intérêts entre Arnaud Montebourg, Matthieu Pigasse et la journaliste récemment nommée à la tête des Inrockuptibles,.
À partir de la rentrée 2013, elle anime un nouveau talk-show, diffusé sur France 2 du lundi au vendredi en access prime-time intitulé Jusqu'ici tout va bien. L'émission subit les critiques de la presse, et ne parvient pas à fédérer le public. Elle passe à deux reprises sous la barre des 3 % d'audience durant la deuxième semaine de diffusion et la chaîne envisage de la déprogrammer. Elle est pour cela rapidement remaniée, ce qui implique la fin du direct (afin de « gommer les longueurs et les hésitations ») et l'arrivée d'un coanimateur, Jean-Pierre Coffe. Ce dernier quitte l'émission après deux jours. BFM TV indique que le manque à gagner en revenus publicitaires pour la chaîne, dû à la faiblesse de l'audience, s'élèverait à 30 000 euros par jour, soit 600 000 euros depuis le début de l'émission jusqu'au 22 octobre. Le programme coûte 70 000 euros (hors frais techniques) par jour. En dépit d'un horaire avancé en novembre 2013, l'audience reste très basse[réf. nécessaire]. Finalement, France 2 annonce l'arrêt de l'émission au 20 décembre 2013. Elle reçoit avec humour son Gérard de la télévision 2013 pour « l'émission dont les concepteurs auraient peut-être dû attendre les audiences avant de lui donner un titre ».
Au fil des années, elle change le ton de ses chroniques radiophoniques, et se concentre sur le fond du message politique en se dégageant de la pression de faire rire,.
À partir de 2023, Sophia Aram publie une chronique hebdomadaire dans le quotidien Le Parisien,.

### Vie privée
Elle est fille de musulmans pratiquants. Elle écrit ses spectacles avec son compagnon Benoît Cambillard, qui dirige leur société de production. Ils ont un fils né en 1998,.

## Personnages et imitations
- Sa tante Fatiha est le « portrait nostalgique » d’une femme de la banlieue au sein d'une communauté solidaire quand les voisins se parlaient sans s'occuper des origines et des religions de chacun, ignorante de la « gangrène communautaire »[29],[30].
- À la suite des manifestations anti-mariage pour tous, Ludovine de la Malbaise, qui fait directement référence à Ludovine de La Rochère, devient « un des personnages fétiches » de Sophia Aram. Elle évoque une militante « réac, homophobe et islamophobe ». Ainsi Ludovine de la Malbaise se dit très déçue par Valérie Pécresse quand celle-ci engage, en tant que présidente de Région, une campagne de communication sur la contraception et l’IVG. Par contre, Ludovine de la Malbaise a un orgasme quand elle entend Éric Zemmour indiquer qu'« appeler ses enfants Sue Ellen ou Mohammed, c’est un signe manifeste d’autoségrégation »[31],[32].
- Marion Maréchal-Le Pen échangeant avec Marine Le Pen, jouée par François Morel, les humoristes y évoquent la mort d'Alan Kurdi, l'exclusion de Jean-Marie Le Pen du Front national ou le faux compte Twitter de la présidente du FN[33].
- Dans son spectacle Le Monde d’après, Laurène est le personnage principal qui lui permet de caricaturer une jeune femme de culture woke. Laurène, à la voix stridente, esquisse des « cœurs avec la main » et des « vagins avec les doigts », en soutien « aux personnes racisées »[9].

## Prises de positions politiques

### Positionnements
Sophia Aram est de culture musulmane mais se revendique  « complètement athée » et se décrit comme « avant tout française » et engagée à gauche comme « sociale-démocrate »,,.
En 2011, à la suite de ses chroniques critiques du Front national et de Jean-Marie Le Pen : « Entre quelqu'un qui penserait que tous ses malheurs sont dus à la présence d'étrangers en France et un gros con, j'ai du mal à faire la différence », le FN dénonce les « propos infâmes » de Sophia Aram. Celle-ci reçoit des insultes et menaces qui conduisent la préfecture de police à lui octroyer une protection policière,.
En 2012, une chronique de Sophia Aram sur France Inter qu'elle concluait en qualifiant de « vulgaire » la ministre chargée de l'apprentissage Nadine Morano a déclenché une réaction de défense de cette dernière. Nadine Morano a ainsi affirmé dans l'émission C à vous sur France 5, puis sur RMC avec Jean-Jacques Bourdin, que le directeur de France Inter Philippe Val l'avait appelée « pour s'excuser » de la chronique de Sophia Aram. Mais la chroniqueuse a réagi en indiquant que son directeur n'a pas appelé la ministre, « Morano ment », et en demandant la démission de la ministre,.
Sophia Aram critique « les électeurs de Donald Trump, les Gilets jaunes, les pro-hydroxychloroquine, les téléspectateurs des émissions de Cyril Hanouna, les islamo-gauchistes »L'association Acrimed qualifie, ses chroniques matinales sur France Inter de « mascarade teintée de démagogie » , celle-ci affirme vouloir « rassembler » et lutter « contre les divisions ».
En 2023, le quotidien Libération la décrit comme donnant « des coups, à l’extrême droite, à l’extrême gauche, aux religieux, islamistes en particulier, aux gilets jaunes, aux antivaccins, à Raoult, à Bolloré et ses affidés ».
En 2024, le quotidien l'Opinion la décrit comme « laïcarde tendance Printemps républicain », et Le Monde comme très engagée pour la lutte contre l’antisémitisme et critique de la gauche, en particulier de La France insoumise. Ses critiques soulignent que Sophia Aram « épargne Emmanuel Macron et la droite », alors que ses soutiens la voient comme « l’esprit libertaire de Charlie Hebdo ».
En mai 2024, pendant la guerre de Gaza, Sophia Aram dénonce lors de la cérémonie des Molières le « silence assourdissant » du monde de la culture concernant l’attaque du Hamas contre Israël du 7 octobre 2023,. Elle dénigre par la suite l’humoriste Blanche Gardin qui l’a accusée d’islamophobie, et s’en prend également à l’humoriste Guillaume Meurice qui a fait une blague sur le Premier ministre israélien Benyamin Netanyahou, et au député LFI Aymeric Caron qui a critiqué son discours des Molières, les accusant de racisme.
Selon le journaliste spécialisé Daniel Schneidermann, qui a écouté pendant deux ans ses chroniques radiophoniques, Sophia Aram invisibiliserait complètement les problèmes environnementaux,. Par ailleurs, le même auteur relève dans un de ses ouvrages qu'elle y épargne très largement le « pouvoir macroniste ».
Elle est signataire de l'appel lancé le 20 février 2025 par le magazine Le Point sous l'intitulé « Halte aux campagnes de désinformation et de dénigrement menées sur Wikipédia »,.
Sa chronique moquant en juin 2025 la Flottille de la liberté pour Gaza, publiée par Le Parisien, est critiquée par la Société des journalistes du quotidien qui lui reprochent « une légèreté qui interroge » sur la catastrophe humanitaire à Gaza et des « quolibets racistes » visant les membres de la mission humanitaire,. Elle répond au communiqué de manière ironique en proposant sa demande d’adhésion à La France insoumise pointant ainsi sa reprise par « des figures du mouvement de gauche radicale »,.

## Publications

### Essai
- 2021 : La Question qui tue : Perfidies ordinaires, maladresses et autres micro-agressions, Denoël, Paris, 176 p.[53].

### Ouvrages collectifs
- 2011 : préface de la bande dessinée collective 12 septembre l'Amérique d'après du dessinateur Enki Bilal, édité par Casterman[54].
- 2017 : participation à l'ouvrage collectif, Qu'est-ce que la gauche ?, Paris, Fayard, 2017, 234 p. (ISBN 978-2-213-70458-6). Les journalistes Cécile Amar (L'Obs) et Marie-Laure Delorme (Le Journal du dimanche) dirigent cet ouvrage qui réunit une trentaine de contributions parmi lesquelles celles de Sophia Aram.

### Livre audio
- 2021 : La Question qui tue, lu par l'autrice, Gallimard, « Écoutez Lire », Paris, 58 min.

## Spectacles
Sauf indication contraire ou complémentaire, les informations mentionnées dans cette section peuvent être confirmées par la base de données Les Archives du spectacle.
- 2006 : Du plomb dans la tête[36]
- 2010 : Crise de Foi[36]
- 2015 : Le fond de l'air effraie[36]
- 2019 : À nos amours[55]
- 2023 : Le Monde d'après[2]

## Filmographie
Sauf indication contraire, les informations mentionnées dans cette section peuvent être confirmées par les bases de données cinématographiques  présentes dans la section « Liens externes ».

### Cinéma
- 2011 : La Lettre (court métrage) de François Audoin : Nora
- 2018 : Neuilly sa mère, sa mère ! (long métrage) de Gabriel Julien-Laferrière
- 2021 : Flashback de Caroline Vigneaux : Gisèle Halimi

### Doublage
- 2012 : Sammy 2 (film d'animation) de Ben Stassen et Vincent Kesteloot : le poisson chirurgien / les poissons chauve-souris / Bryn / Don (version française)
- 2013 : Pourquoi les femmes sont-elles plus petites que les hommes ? (documentaire) de Véronique Kleiner : narration
- 2020 : Josep d’Aurel : l'infirmière (version originale)
- 2023 : En toute liberté : une radio pour la paix de Xavier de Lauzanne (narration)[56],[57]

## Distinctions

### Récompenses
- Prix Attention Talent Humour Fnac 2006[58]
- Prix du festival Juste pour rire de Nantes 2006
- Festival de Saint-Gervais 2007 : Prix du jury et prix du public
- Festival d’humour de Vienne 2009 : Prix du jury et des techniciens
- Molières 2024 : Molière de l'humour pour Le Monde d’après[59],[60]
- Prix du Grand Orient de France 2024[9]
- Prix national de la laïcité 2024 (organisé par le Comité Laïcité République)[61],[62]
- Prix CRIF-Pierrot Kauffmann 2025[63]

### Décoration
Chevalière de la Légion d'honneur. Le 11 juillet 2025, elle est nommée au grade de chevalier dans l'ordre national de la Légion d'honneur au titre de « humoriste, comédienne ; 27 ans de services ».